# Funkabwehr (OKW)
Funkabwehr (genauer: Funkabwehr des OKW; damaliges Kürzel: OKW/WFSt/WNV/FU III) war im Zweiten Weltkrieg die Bezeichnung einer Dienststelle des Oberkommandos der Wehrmacht (OKW). Sie diente der Spionageabwehr mithilfe von Funkerfassung, Funkpeilung und Funkauswertung.

## Unterstellung

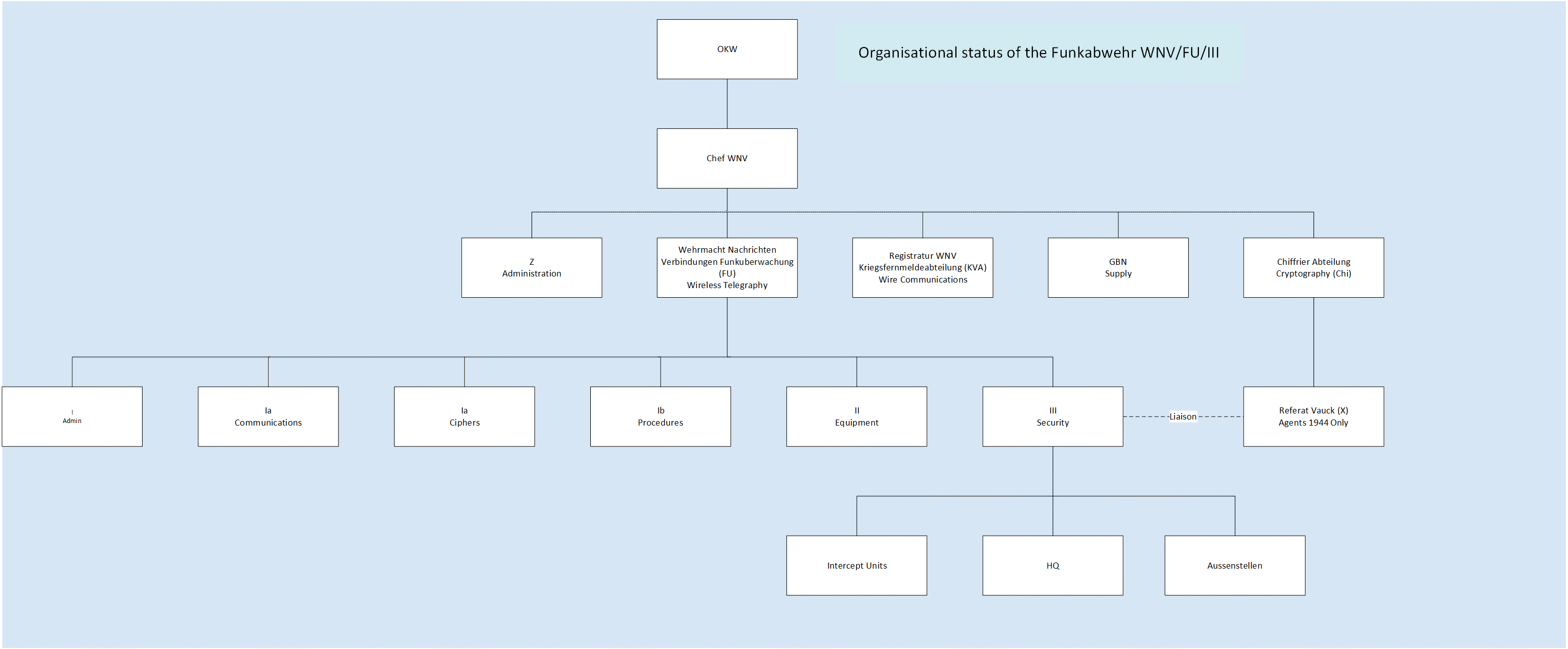
Organigramm (englisch) der Funküberwachungsabteilungen (FU) innerhalb der Amtsgruppe Wehrmachtnachrichtenverbindungen (AgWNV)

Nachdem die Funkabwehr zunächst als Fachreferat III K der Abteilung Abwehr III „Spionageabwehr und Gegenspionage“ unter der Leitung von Korvettenkapitän Schmolinske dem Amt Ausland/Abwehr, also dem militärischen Geheimdienst des OKW, unter Oberstleutnant (später Generalleutnant) Franz Eccard von Bentivegni unterstellt war, wurde sie 1940 von der Abwehr losgelöst und dem OKW als selbständige Gruppe OKW/WNV/Fu III „Funkabwehr“ unterstellt. Es bestand die folgende Hierarchie:
- Oberkommando der Wehrmacht (OKW), Generalfeldmarschall Wilhelm Keitel
  - Wehrmachtführungstab (WFSt), Generaloberst Alfred Jodl
    - Amt Nachrichtenverbindungswesen (NVW), General der Nachrichtentruppen Erich Fellgiebel
      - Amtsgruppe Wehrmachtnachrichtenverbindungen (AgWNV), Generalleutnant Fritz Thiele
        - Gruppe III (Funküberwachung FU), Oberstleutnant Hans Kopp

## Geschichte

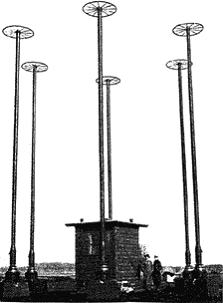
Adcock-Antennensystem wie es von vielen Funkpeilstationen im Zweiten Weltkrieg eingesetzt wurde

Mit Gründung der Gruppe Funkabwehr im Jahr 1940 wurde sie von Hans Kopp geleitet. Ihre wichtigste Aufgabe war die Spionageabwehr mithilfe von Funküberwachung, Abhörung und gegebenenfalls Entzifferung verschlüsselter Funksprüche.
Im Juli 1941 gelang es einer Funkabhörstation der Abwehr in Cranz (im damaligen Ostpreußen) verdächtige Funksendungen aufzufangen. Wie sich nach Entzifferung und nachrichtendienstlicher Auswertung der Informationen herausstellte, gehörten sie zu einem sowjetischen (NKWD) Spionagering, der von der Gestapo später unter dem Decknamen „Rote Kapelle“ zusammengefasst wurde.
Im Jahr 1944, nach Landung der Alliierten in der Normandie am D-Day, glückte es der Funkabwehr, Funksprüche der amerikanischen Militärpolizei aufzufangen und zu entziffern. So konnte man den Kfz-Verkehr der Alliierten in den von ihnen zurückeroberten französischen Gebieten teilweise nachverfolgen. Diese ließen auf die Angriffsrichtung sowie die Versorgungslage schließen.
Darüber hinaus gelang der Funkabwehr jedoch – im Gegensatz zu ihrem britischen Pendant (Y Service und Bletchley Park) – kein maßgeblicher Einbruch in die verschlüsselte Funkkommunikation der Kriegsgegner. Zwar erbeuteten die Deutschen, beispielsweise nach der Schlacht von Dünkirchen, britische TypeX-Rotor-Chiffriermaschinen, nach Analyse und Vergleich mit ihrer eigenen Enigma-Maschine, die sie für „unbrechbar“ hielten, kamen sie jedoch zu dem Schluss, dass ein Angriff auf diesen Maschinenschlüssel zwecklos sei.
Um feindlichen militärischen Funkverkehr abzuhören und zu analysieren, waren der Funkabwehr auf Ebene der Heeresgruppen Funkhorchkompanien mit fremdsprachlichem Personal unterstellt.